# 저 석양
《저 석양》은 1991년 6월 30일, 호서문화사에서 펴낸, 시인 이면우의 첫 시집이다.
삼일장학재단의 지원으로 간행되었으며, 이원희가 소개의 말을 썼다. 총 3부로 구성되어 있으며, 여는 시는 〈지금 순이네 탱자울타리에 눈이 내린다〉이고 닫는 시는 〈잘있거라, 내 여름의 강〉이다. 모두 시 55수가 실려 있다. 호서문화사가 대전 지역 출판사라서 전국적으로 유통되지 않아, 많은 사람이 볼 수 없었다. 그러나 제법 유명세를 탔으며, 그가 뒤에 펴낸 시집에 이 시집의 일부가 다시 수록되었다.